# Quilograma

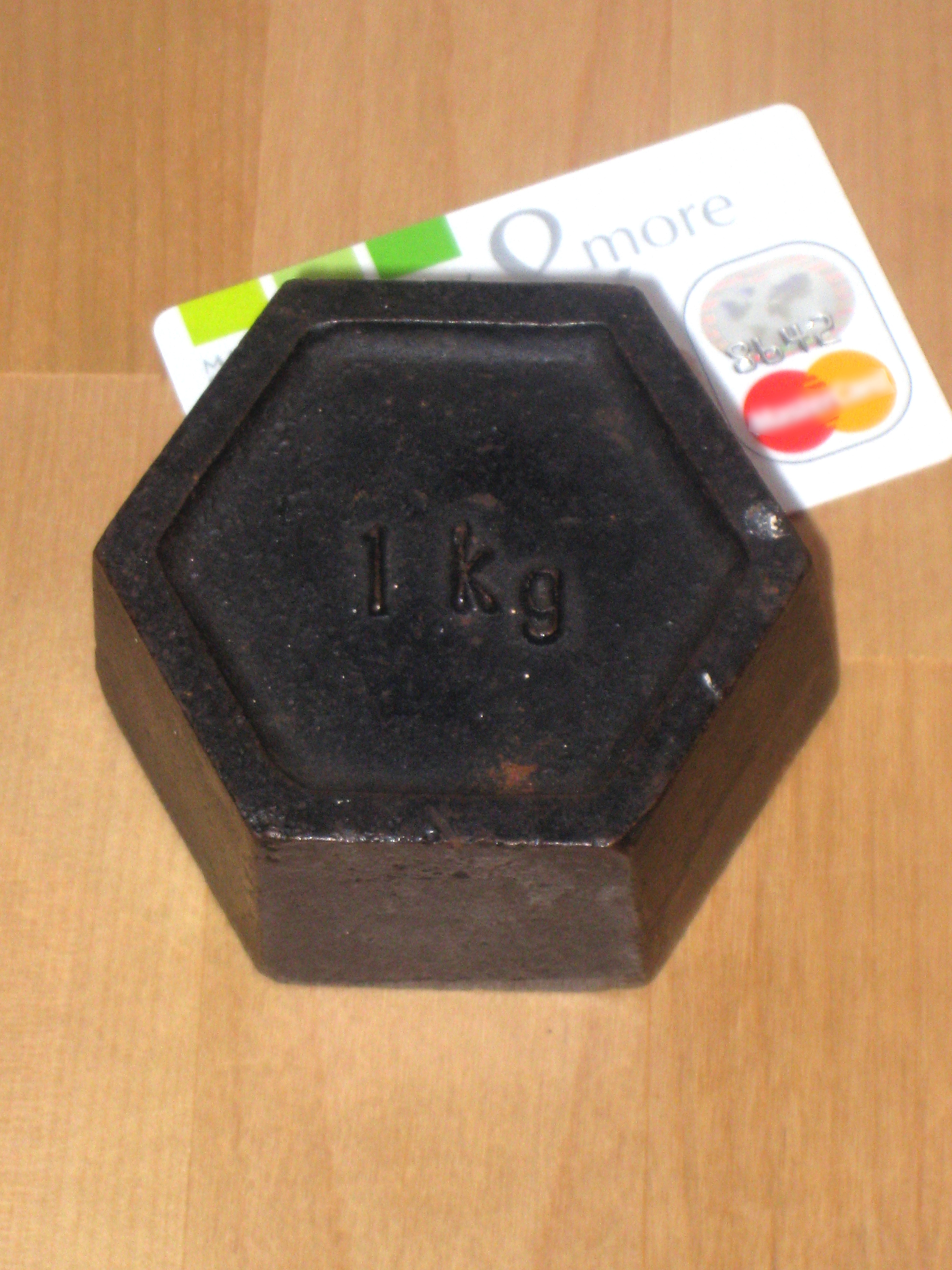
Objeto com massa de um quilograma ao lado de um cartão de crédito

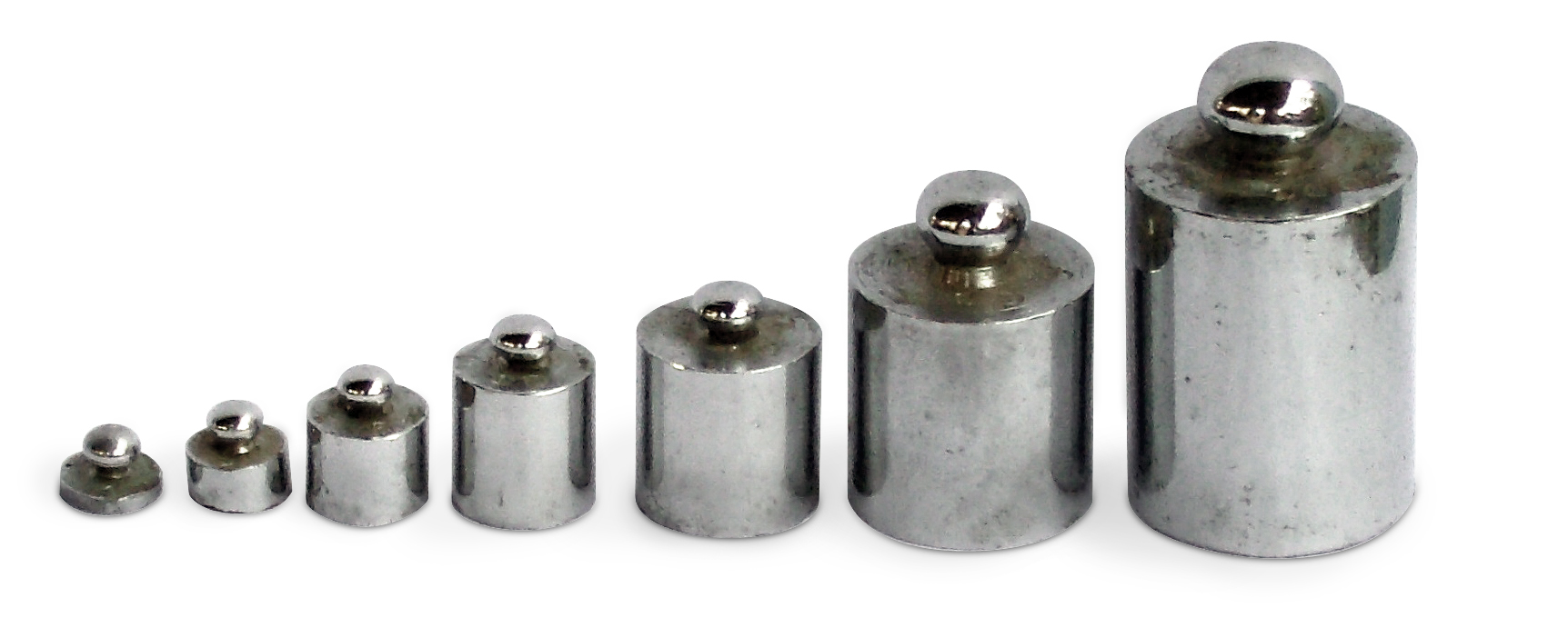
Massas de um até 100 gramas

O quilograma ou kilograma (símbolo no SI: kg) é a unidade básica do Sistema Internacional de Unidades (SI) para a grandeza massa. Desde 20 de maio de 2019, é definido em termos de constantes físicas fundamentais. Atualmente a definição formal de acordo com a Conferência Geral de Pesos e Medidas (CGPM) é:
O kilograma, símbolo kg, é a unidade de massa do SI. É definido tomando o valor numérico fixado da constante de Planck, h, igual a 6,626 070 15 × 10−34 quando expressa em J s, unidade igual a kg m2 s−1, o metro e o segundo sendo definidos em função de c e ΔνCs. — CGPM

## Natureza da massa

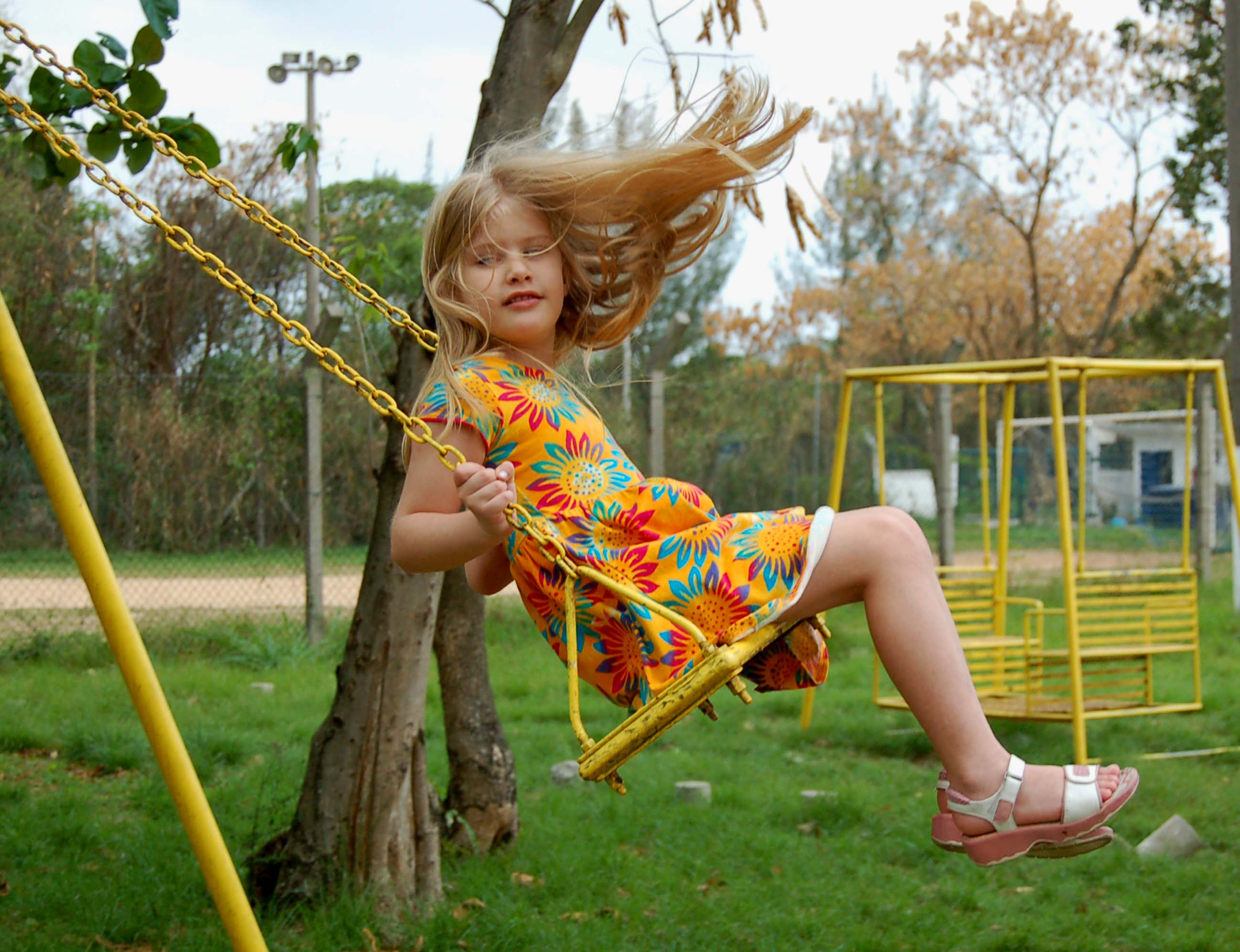
Um balanço comum pode demonstrar a relação entre força, massa e aceleração

Em 1901, a 3ª CGPM fez uma declaração sobre a distinção entre massa e peso, visando esclarecer que apesar do uso corriqueiro ambíguo, a palavra "peso" denota uma grandeza da mesma natureza de uma força mecânica, e portanto, o peso de um corpo é o produto da sua massa pela aceleração da gravidade. No SI, as forças são medidas em newton (N), que é uma unidade derivada do kilograma, enquanto que o kilograma força (kgf) é agora uma unidade obsoleta.
Fisicamente falando, massa é uma propriedade inercial, isso é, a tendência que um corpo tem de permanecer em seu estado inicial de movimento, a menos que influenciado por uma força. De acordo com Isaac Newton, através de suas leis, pode-se obter uma relação de força, massa e aceleração com a fórmula {\displaystyle F=m*a} (sendo {\displaystyle F} a força; {\displaystyle m} , a massa; {\displaystyle a}, a aceleração). Sendo assim, um corpo de massa 1 kg, tendo aplicada sobre ele uma força de 1N, tem aceleração igual a 1m/s². Essa também é a equação utilizada para determinar o peso de um objeto de acordo com a sua massa e com a gravidade local. Para isso, a equação {\displaystyle F=m*a} é utilizada como {\displaystyle P=m*g} (sendo {\displaystyle P} o peso; {\displaystyle m}, a massa; {\displaystyle g} a aceleração da gravidade). Em ambos os casos, a massa permaneceu a mesma. Pode-se assim concluir que a massa de um corpo não varia dependendo de onde ele se encontra, o que varia é o peso do corpo em função da aceleração a que ele é submetido.
Para demonstrar a relação entre força, massa e aceleração, pode-se usar o exemplo de um balanço. As correntes do balanço seguram todo o peso da criança, se alguém a segurar por trás do balanço, ocorre uma variação abrupta de aceleração porque existe uma ação contra a sua inércia, que surge puramente da massa da criança e não do seu peso

## Etimologia e Grafia
A palavra kilograma é derivada do grego χίλιοι (chílioi), que significa "mil" e γράμμα (grámma), que significa "peso pequeno".
As grafias quilograma e kilograma são comuns, mas em 2007 somente quilograma estava incorporada aos dicionários de língua portuguesa. Em 2009 entrou em vigor no Brasil o Acordo Ortográfico da Língua Portuguesa de 1990 cujo período de transição estendeu-se até o final de 2015. Publicado em 2012, o Vocabulário Internacional de Metrologia considera correto kilograma, tendo em vista a reintrodução do k no alfabeto português, assim como a observância à regra de escrita do Sistema Internacional de Unidades (SI) que estabelece a junção simples dos prefixos aos nomes das unidades. O Vocabulário Internacional de Metrologia tem como objetivo a adaptação gradual da comunidade metrológica à grafia do prefixo kilo no lugar de quilo e dos prefixos, de maneira geral, associados às unidades de medida do SI. “Por conta disso, este documento na versão em uso no Brasil não tenciona, neste momento, impor tal forma de escrita, dando também a opção de se continuar escrevendo prefixos associados às unidades de medida do SI na forma convencionada e adotada ao longo de anos.”
O kilograma/quilograma é erroneamente abreviado por kilo/quilo, mas um múltiplo não tem sentido sem o vínculo a uma unidade de medida.
Outro erro muito comum é abreviar quilograma com a primeira letra maiúscula, resultando em Kg, símbolo que no SI representa kelvin-grama. O símbolo de quilograma é kg

## História
Até o fim do século 18 as unidades de medida tinham uma diversidade extrema na França, com muitas unidades semelhantes possuindo nomes diferentes em cada cidade, e as dimensões físicas de unidades de mesmo nome eram diferentes dependendo do lugar. Repetidas vezes os soberanos buscaram estabelecer uma uniformidade de pesos e medidas no reino, com a preocupação de facilitar o comércio, evitar golpes e também obter maior poder.

### Massa de um Volume de Água
Durante a Revolução Francesa, a Assembleia Nacional Francesa definiu provisoriamente em 1 de agosto de 1793 um sistema de pesos e medidas baseadas na medida do meridiano da Terra e na divisão decimal. A unidade de de comprimento linear definida foi o metro. A unidade de massa seria a massa de um decímetro cúbico de água, e seria chamada “grave”. O conceito de definir uma unidade de massa com base num determinado volume de água tinha surgido com o filósofo inglês John Wilkins em 1668.
A lei de 7 de abril de 1795, estabeleceu as unidades republicanas, e entre elas, o grama foi definido como sendo igual à massa de um volume de água pura igual a um cubo com aresta da centésima parte do metro na temperatura de fusão do gelo.
Como as massas utilizadas pelo homem no seu cotidiano são relativamente maiores do que o grama, e uma vez que um padrão feito com base na água, que não apresenta a mesma densidade em todas as suas amostras, seria incómodo, a regulamentação comercial exigiu um método de definição de massa que mantivesse sua estabilidade e que pudesse ser reproduzido. Assim, o padrão de massa provisório foi feito com um artefato metálico mil vezes mais massivo que o grama, o quilograma.
Ao mesmo tempo, um projeto para determinar com precisão o quilograma foi encomendado.

### Kilograma dos Arquivos da França
Embora a definição inicial tivesse decretado que a água deveria estar a 0 °C, como sendo o seu ponto em que ela está mais estável, o químico francês Louis Lefèvre-Gineau e o naturalista italiano Giovanni Fabbroni, após vários anos de pesquisa, propuseram, em 1799, a redefinição do padrão para a temperatura de 4 °C, considerada a mais estável por ser o momento em que a água atinge a sua densidade máxima. Nesse mesmo ano, um protótipo de platina foi fabricado com o objetivo de ter a mesma massa de um decímetro cúbico de água a 4 °C. Ele foi formalmente aceito em 10 de dezembro de 1799 e este padrão perdurou por mais noventa anos.

### Protótipo Internacional do Kilograma
Em 20 de maio de 1875 um tratado internacional conhecido como Convention du Mètre (Convenção do Metro), foi assinado por 17 Estados e estabeleceu a criação do Bureau International des Poids et Mesures (BIPM), um laboratório permanente e centro mundial da metrologia científica, e da Conférence Générale des Poids et Mesures (CGPM). Após isso foram fabricados os novos protótipos do metro e do kilograma em uma liga de platina com 10 por cento de irídio, e em 1889, a 1ª edição da CGPM, sancionou o protótipo internacional do kilograma, que passou a ser considerado como a unidade de massa. Desde então esse protótipo encontra-se sob custódia do Escritório Internacional de Pesos e Medidas (BIPM) em Sèvres, França.
Diversas verificações realizadas entre 1895 e 1905 pelo BIPM estabeleceram que o Kilograma internacional passava 28 mg da massa da definição original do kilograma referente ao peso do decímetro cúbico de água a 4 °C. Cada nova definição tem sido escolhida dentro da incerteza da definição anterior.
A estabilidade do protótipo internacional do quilograma, o IPK, era de suma importância, haja vista que a unidade quilograma sustenta grande parte de derivadas no SI. Por exemplo, o newton é definido como a força necessária para causar aceleração a um quilograma a um metro por segundo ao quadrado. Caso a massa do IPK mude, também mudará o newton e todas as outras unidades que derivem do quilograma. O pascal, unidade de pressão do SI, é derivado do newton, que por sua vez é derivado do quilograma; sendo assim, o pascal é definido indiretamente pelo quilograma. Essa cadeia de dependências se segue por muitas outras unidades. Por exemplo, o joule, unidade de trabalho, é definido pela energia gasta pela ação de uma força ao longo de um deslocamento. A equação abaixo mostra como a unidade joule é dependente da unidade quilograma:
{\displaystyle \,1\,\mathrm {J} =1\,\mathrm {kg} \cdot {\frac {\mathrm {m} ^{2}}{\mathrm {s} ^{2}}}}
Preocupando-se com a estabilidade do IPK e, portanto, com todas as unidades dele derivadas, foram sugeridos novos modelos para definir o quilograma.
Em janeiro de 2011, cientistas se reuniram para discutir a mudança ou não da definição do quilograma. Era notória a diminuição da massa do cilindro de platina-irídio, calculada em cerca de cinquenta milionésimos de grama, ocasionada, provavelmente, pela perda de algum gás incorporado quando da fabricação do mesmo.

### Constante de Planck
Cientistas do Comitê que guarda o material estudaram uma forma para mudar este referencial para obter-se maior precisão para um conceito de física que é imutável. A constante escolhida foi a de Planck que foi recalculada por vários pares de pesquisadores e a partir de 2019 deu nova definição da medida de quilograma.

#### Propostas para alteração do padrão
Estudou-se mudar a definição de quilograma para uma que seja baseada em alguma constante física, como se faz com as outras unidades do SI.
- Constante de Planck: O quilograma é a massa de repouso cuja energia corresponde à de exatos (299 792 458²/662 606 896)×10−41 Hz

Essa definição implicaria o valor exato para a Constante de Planck de h = 6,62606896×10−34 J s. Esse valor é consistente com o valor de 2006 da CODATA de 6,62606896×10−34 ± 0,00000033×10−34 J s.

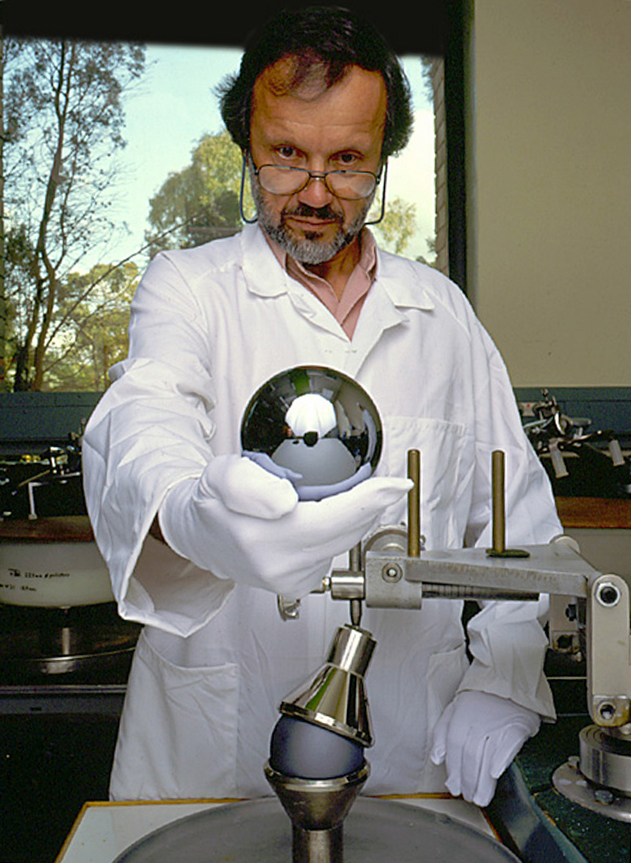
Um dos mestres do Australian Centre for Precision Optics segurando uma esfera de silício de um quilograma para o projeto Avogadro

- Constante de Avogadro: O quilograma é a massa de exatos (6,02214179×1023/0,012) átomos de carbono em repouso e em seu estado-padrão.

Essa definição implicaria o valor exato para a constante de Avogadro de NA = 6,02214179×1023 entidades elementares por mol, consequentemente dando a definição simples e concisa de mol. Esse valor é consistente com o valor de 2006 da CODATA, de 6,02214179×1023 ± 0,00000030×1023 mol-1. Com base nessa definição, foi feito o projeto Avogadro.
- Massa do elétron: O quilograma é a unidade básica de massa, igual a 1 097 769 238 499 215 084 016 780 676 223 unidades de massa do elétron.

Essa definição implicaria o valor exato para a massa do eléctron de me = 9,1093826×10−31 kg. Esse valor é consistente com o valor de 2002 da CODATA, de 9,1093826×10−31 ± 0,0000016×10−31 kg.
- Carga elementar: O quilograma é a massa que será acelerada precisamente a 2×10−7 m/s² quando submetida a uma força por metro entre dois fios condutores retilínios, paralelos, de comprimento infinito e de secções retas desprezíveis, no vácuo, distos um metro, por onde passa uma corrente constante de exatos 6 241 509 479 607 717 888 cargas elementares por segundo.

Essa definição implicaria o valor exato para a carga elementar (carga do eléctron) de e = 1,602176487×10−19 C. Implica também a definição exata de Coulomb como sendo exatas 6 241 509 479 607 717 888 unidades elementares de carga, e de Ampère como sendo exatamente a corrente elétrica de 6 241 509 479 607 717 888 unidades elementares de carga por segundo. Esse valor é consistente com o valor de 2002 da CODATA, de 1,602176487×10−19 ± 0,00000040×10−19 C.

## Múltiplos e submúltiplos
| Múltiplo | Nome       | Símbolo |  | Submúltiplo | Nome       | Símbolo |
| -------- | ---------- | ------- |  | ----------- | ---------- | ------- |
| 100      | grama      | g       |  |             |            |         |
| 101      | decagrama  | dag     |  | 10–1        | decigrama  | dg      |
| 102      | hectograma | hg      |  | 10–2        | centigrama | cg      |
| 103      | quilograma | kg      |  | 10–3        | miligrama  | mg      |
| 106      | megagrama  | Mg      |  | 10–6        | micrograma | µg      |
| 109      | gigagrama  | Gg      |  | 10–9        | nanograma  | ng      |
| 1012     | teragrama  | Tg      |  | 10–12       | picograma  | pg      |
| 1015     | petagrama  | Pg      |  | 10–15       | femtograma | fg      |
| 1018     | exagrama   | Eg      |  | 10–18       | attograma  | ag      |
| 1021     | zettagrama | Zg      |  | 10–21       | zeptograma | zg      |
| 1024     | yottagrama | Yg      |  | 10–24       | yoctograma | yg      |

A tonelada também é usada como um múltiplo do quilograma e equivale a mil quilogramas.